# Кооперативная теория игр
Кооперативная теория игр занимается изучением игр, в которых группы игроков — коалиции — могут объединять свои усилия. Этим она отличается от некооперативных игр, в которых коалиции неприемлемы и каждый обязан играть за себя.
Теория игр занимается изучением конфликтов, то есть ситуаций, в которых группе людей необходимо выработать какое-либо решение, касающееся их всех. Некооперативная теория игр изучает то, как должны действовать игроки, чтобы прийти к тому или иному результату, кооперативная же теория игр изучает вопрос о том, какие исходы достижимы и условия достижения этих исходов.

## Математическое представление
Согласно определению, кооперативной игрой называется пара {\displaystyle (N,v)}, где {\displaystyle N} — это множество игроков, а {\displaystyle v} — это функция: {\displaystyle 2^{N}\to \mathbb {R} }, из множества всех коалиций в множество вещественных чисел (так называемая характеристическая функция). Предполагается, что пустая коалиция зарабатывает ноль, то есть {\displaystyle v(\emptyset )=0}. Характеристическая функция описывает величину выгоды, которую данное подмножество игроков может достичь путём объединения в коалицию. Подразумевается, что игроки примут решение о создании коалиции в зависимости от размеров выплат внутри коалиции.
подмножество множества игроков в кооперативной игре, которые вносят ненулевой вклад в некоторую коалицию, определяется термином носитель и математически по формуле .
где N — множество игроков в кооперативной игре, v — характеристическая функция игры.
Дополнением носителя игры является множество болванов или нулевых игроков, то есть игроков, не вносящих никакого вклада ни в одну из коалиций.

## Свойства характеристической функции
- Монотонность — свойство, при котором у больших (в смысле включения) коалиций выплаты больше: если {\displaystyle A\subseteq B\Rightarrow v(A)\leq v(B)}.
- Супераддитивность — свойство, при котором для любых двух непересекающихся коалиций A и B сумма их выгод по отдельности не больше их выгоды при объединении:

- Выпуклость — характеристическая функция является выпуклой:

## Примеры игр
Простые игры — особый вид кооперативных игр, где все выплаты это 1 или 0, то есть коалиции либо «выигрывают», либо «проигрывают». Простая игра называется правильной, если:
Значение этого: коалиция выигрывает тогда и только тогда, когда дополняющая коалиция (оппозиция) проигрывает.

## Решение кооперативных игр
В соответствии с определением кооперативной игры, множество игроков N в совокупности обладает некоторым количеством определённого блага, которое надлежит разделить между участниками. Принципы этого деления и называются решениями кооперативной игры.
Решение может быть определено как для конкретной игры, так и для класса игр. Естественно, что наибольшей важностью обладают как раз те принципы, которые применимы в широком спектре случаев (то есть для обширного класса игр).
Решение может быть как однозначным (в этом случае для каждой игры решением является единственное распределение выигрышей), так и многозначным (когда для каждой игры могут быть определены несколько распределений). Примерами однозначных решений служат N-ядро и вектор Шепли, примерами многозначных — C-ядро и K-ядро.
- С-ядро
- N-ядро
- K-ядро
- Вектор Шепли